# Colmar Manor
Colmar Manor és una població dels Estats Units a l'estat de Maryland. Segons el cens del 2000 tenia 1.257 habitants.

## Demografia
Segons el cens del 2000, Colmar Manor tenia 1.257 habitants, 384 habitatges, i 273 famílies. La densitat de població era de 1.078,5 habitants per km².
Dels 384 habitatges en un 33,6% hi vivien nens de menys de 18 anys, en un 45,1% hi vivien parelles casades, en un 18,5% dones solteres, i en un 28,9% no eren unitats familiars. En el 25,3% dels habitatges hi vivien persones soles el 6,8% de les quals corresponia a persones de 65 anys o més que vivien soles. El nombre mitjà de persones vivint en cada habitatge era de 3,27 i el nombre mitjà de persones que vivien en cada família era de 3,92.
Per edats la població es repartia de la següent manera: un 28,2% tenia menys de 18 anys, un 9,4% entre 18 i 24, un 28% entre 25 i 44, un 24,3% de 45 a 60 i un 10,1% 65 anys o més.
L'edat mediana era de 36 anys. Per cada 100 dones de 18 o més anys hi havia 85,6 homes.
La renda mediana per habitatge era de 43.906 $ i la renda mediana per família de 46.354 $. Els homes tenien una renda mediana de 34.750 $ mentre que les dones 29.844 $. La renda per capita de la població era de 16.528 $. Entorn del 4,9% de les famílies i el 5,9% de la població estaven per davall del llindar de pobresa.

## Poblacions més properes
El següent diagrama mostra les poblacions més properes.